# طراد أمالفي المدرع
الطراد المدرع أمالفي هو طراد مدرع إيطالي من فئة بيزا، بني الطراد في العقد الأول من القرن العشرين، شارك في الحرب العثمانية الإيطالية والحرب العالمية الأولى قبل أن يغرق في يوليو 1915.